# Sous-secrétaire de l'armée de l'air des États-Unis
Le sous-secrétaire de l'armée de l'air (en anglais : United States Under Secretary of the Air Force) (USECAF ou SAF/US) est le deuxième plus haut responsable civil du Département de la Force aérienne des États-Unis, servant directement sous le secrétaire de la Force aérienne. En l'absence du secrétaire, le sous-secrétaire exerce tous les pouvoirs et fonctions du secrétaire et fait fonction de secrétaire par intérim lorsque le poste de secrétaire est vacant. Le sous-secrétaire de l'armée de l'air est nommé par le président, sur l'avis et avec l'accord du Sénat.
Le secrétaire et le sous-secrétaire, ainsi que deux officiers de l'armée (le chef d'état-major de l'armée de l'air et le vice-chef d'état-major de l'armée de l'air), constituent l'équipe de direction du département de l'armée de l'air.
Le sous-secrétaire de l'armée de l'air supervise les responsables suivants:
- Secrétaire adjoint de l'armée de l'air (acquisition)

- Secrétaire adjoint de l'armée de l'air (gestion financière et contrôleur)

- Secrétaire adjoint de l'armée de l'air (Installations, Environnement et logistique)

- Secrétaire adjoint de la l'armée de l'air (Affaires de la main-d'œuvre et de la réserve)

- Avocat général de l'armée de l'air

Anthony P. Reardon est l'actuel sous-secrétaire de l'armée de l'air, depuis le 2 février 2021.

## Liste des sous-secrétaires de l'armée de l'air
| #                | Portrait | Nom                     | Mandat                            |
| ---------------- | -------- | ----------------------- | --------------------------------- |
| 1                |          | Arthur S. Barrows       | 26 septembre 1947 - 21 avril 1950 |
| 2                |          | John A. McCone          | 15 juin 1950 - 12 octobre 1951    |
| 3                |          | Roswell L. Gilpatric    | 19 octobre 1951 - 5 février 1953  |
| 4                |          | James H. Douglas, Jr.   | 3 mars 1953 - 30 avril 1957       |
| 5                |          | Malcolm A. MacIntyre    | 5 juin 1957 - 31 juillet 1959     |
| 6                |          | Dudley C. Sharp         | 3 août 1959 - 10 décembre 1959    |
| 7                |          | Joseph V. Charyk        | 28 janvier 1960 - 1er mars 1963   |
| 8                |          | Brockway McMillan       | 12 juin 1963 - 30 septembre 1965  |
| 9                |          | Norman S. Paul          | Octobre 1965 - septembre 1967     |
| 10               |          | Townsend Hoopes         | Septembre 1967 - février 1969     |
| 11               |          | John L. McLucas         | Février 1969 - juillet 1973       |
| 12               |          | James W. Plummer        | 21 décembre 1973 - 28 juin 1976   |
| 13               |          | Hans M. Mark            | 1977–1979                         |
| 14               |          | Antonia Handler Chayes  | 1979–1981                         |
| 15               |          | Edward C. Aldridge, Jr. | 1981 - 9 juin 1986                |
| 16               |          | James F. McGovern       | 1986–1989                         |
| 17               |          | Anne N. Foreman         | 1989–1993                         |
| 18               |          | Rudy de Leon            | 1994–1997                         |
| 19               |          | F. Whitten Peters       | 1997–1999                         |
| 20               |          | Carol A. DiBattiste     | 1999–2001                         |
| Par intérim      |          | Lawrence J. Delaney     | 2001                              |
| 21               |          | Peter B. Teets          | 2001–2005                         |
| 22               |          | Ronald M. Sega          | 2005–2007                         |
| Vacant 2007–2010 |          |                         |                                   |
| 23               |          | Erin C. Conaton         | 2010–2012                         |
| Par intérim      |          | Jamie M. Morin          | 2012–2013                         |
| 24               |          | Eric Fanning            | 18 avril 2013 - 17 février 2015   |
| 25               |          | Lisa S. Disbrow         | 30 mars 2015 - 30 juin 2017       |
| Par intérim      |          | Patricia Zarodkiewicz   | 30 juin 2017 - 3 août 2017        |
| 26               |          | Matthew Donovan         | 3 août 2017 - 31 mai 2019         |
| Par intérim      |          | John P. Roth            | 1er juin 2019 - 18 octobre 2019   |
| Par intérim      |          | Shon J. Manasco         | 27 décembre 2019 - 2 février 2021 |
| 27               |          | Anthony P. Reardon      | 2 février 2021 - En Fonction      |